# Črni mož
Črni mož ali Kdo se boji črnega moža? je tradicionalna nemška otroška igra. Johann Christoph Friedrich GutsMuths je igro opisal že leta 1796.

## Opis igre
Črni mož stoji na eni strani igrišča, nasprotniki pa na drugi. Črni mož postavi vprašanje: »Kdo se boji črnega moža?« Skupina odgovori: »Nihče!« Črni mož odgovori: »Kaj pa, če pride?«" Skupina odgovori: »Pa zbežimo!« Celotna skupina steče, kolikor hitro zna, na drugo stran. Črni mož teče proti tekačem in jih poskuša ujeti čim več. Tisti, ki jih ujame, se mu pridružijo. Vsi pomočniki se primejo za roke in ujamejo preostale tekače. Zadnji, ki ga ne ujamejo, zmaga in samodejno postane črni mož v naslednji igri.